# Razzakov flygplats
Razzakov flygplats (kirgiziska: Раззаков аба майданы), tidigare Isfana flygplats är en flygplats i Kirgizistan. Den ligger i den västra delen av landet, cirka 500 km sydväst om huvudstaden Bisjkek.